# 군산서흥중학교
군산서흥중학교(群山西興中學校)는 대한민국 전북특별자치도 군산시 서흥남동에 있는 공립 중학교이다.

## 학교 연혁
- 1984년 3월 1일 : 개교
- 1985년 3월 1일 : 30학급 인가, 특수학급 설치
- 2024년 2월 8일 : 제38회 졸업생 242명 (총 14,701명 졸업)
- 2024년 3월 1일 : 제15대 김지은 교장 부임
- 2024년 3월 1일 : 29학급 편성 (특수학급 2학급 포함)

## 참고 자료
- 군산서흥중학교 - 한국교육학술정보원 학교알리미